# Roissy-en-France
Roissy-en-France (ʁwasi ɑ̃ fʁɑ̃s; più noto semplicemente come Roissy) è un comune francese situato nel dipartimento della Val-d'Oise nella regione dell'Île-de-France.
Circa un quarto dell'intera area del più importante aeroporto di Francia, l'Aeroporto Roissy-Charles de Gaulle, si trova all'interno del comune di Roissy-en-France, da cui ne deriva il suo nome originario. Sebbene sia stato ufficialmente chiamato Aeroporto Charles de Gaulle quasi subito, in Francia è ancora comunemente conosciuto come Aeroporto di Roissy. Le restanti aree dell'aeroporto sono state costruite nei territori del comune di Tremblay-en-France ed altri comuni limitrofi.

## Origini del nome
Nel nome Roissy-en-France, la parola "France" non si riferisce allo stato francese, ma si riferisce ad un'area della storica provincia chiamata Île de France, conosciuta come pays de France.

## Storia

### Simboli
Lo stemma del comune di Roissy-en-France si blasona:

## Società

### Evoluzione demografica
Abitanti censiti

## Cultura

### Riferimenti letterari
Roissy è il luogo in cui si svolgono i due romanzi erotici di Pauline Réage, Histoire d'O e Ritorno a Roissy, oltre che alcuni romanzi dell'autore Didier Daeninckx.

## Infrastrutture e trasporti
Roissy-en-France non è direttamente servito dalla metropolitana di Parigi, dalla rete della metropolitana extraurbana (RER), né da alcuna linea ferroviaria. La stazione più vicina al centro della cittadina è la stazione Aéroport Charles de Gaulle 1 sulla linea B del servizio RER. Questa stazione è situata all'interno dell'aeroporto, nella parte dell'aeroporto appartenente al comune di Tremblay-en-France, a 3 km (1,9 km) dal centro della città di Roissy-en-France.